# Tweede Kamerverkiezingen 1981/Kandidatenlijst/EVP
De kandidatenlijst voor de Tweede Kamerverkiezingen 1981 van de Evangelische Volkspartij (EVP) was als volgt:

## Landelijke kandidaten
1. Rien Weststrate - 37.482 stemmen
2. Jaap Tas - 1.621
3. Janny Brinkman - 2.520
4. Wim Herstel - 214
5. Peter Blonk - 72
6. Hans Feddema - 221
7. Gerrit de Boer - 108
8. Wim de Boer - 153
9. Jan van Drie - 182
10. Bert Boer - 69
11. Ad van Waals - 57
12. Gerard Bernardus - 36
13. Gerrit Welle - 47
14. Johan Meester - 69
15. Ruut van den Bree - 38
16. Adrie Klaver - 31
17. Reinier Sinke - 38
18. Henk Nusselder - 49
19. Jelte Huizinga - 80
20. Cor Ofman - 55

## Regionale kandidaten
De plaatsen op de lijst vanaf 21 waren per kieskring verschillend ingevuld.

### 's-Hertogenbosch, Tilburg
1. Wop de Boer - 4
2. Johan Grandia - 12
3. Bert Sprokkereef - 13
4. Bram van Tienhoven - 23
5. Gert Verschoor - 4
6. Hildebrand van Weerd - 6
7. Jan Zweep - 19
8. Marrian Cuperus-Boesenkool - 14
9. Joke Mol-Roubos - 18
10. Teun Robbemont - 63[1]

### Arnhem, Nijmegen
1. Liesbet Bos-van Lakerveld - 32
2. Arie Meijerman - 13
3. Jan van de Lagemaat - 34
4. Ernst van Drumpt - 12
5. Jouke Tuininga - 21
6. Maarten Vreugdenhil - 17
7. Jan Kramer - 22
8. Lourens Kruizinga - 41[1]
9. Wim Massier - 71

### Rotterdam
1. Jan Renes - 25[2]
2. Frans van Brenk - 3
3. Peter Shantiprekash - 31
4. Fred Labots - 24
5. Marjan Verveda - 19
6. Willem de Bone - 16
7. Bram Elmendorp - 1
8. Jelly Koopmans-Schotanus - 16
9. Kees de Kwant - 2
10. Hans Walraven - 21

### 's-Gravenhage
1. Jan Renes - 0[2]
2. Sierd Smit - 4[1]
3. Corrie Vollenhoven-op 't Land - 3[1]
4. Jan de Kramer - 35

### Leiden
1. Wim Bink - 8
2. Cees Vogel - 5
3. Harold van Welsenes - 5
4. Carl Hooijer - 7
5. Ate Bergsma - 18
6. Jan Verhoog - 5
7. Bert Plooij - 7
8. Dik Goet - 13

### Dordrecht
1. Bep Schotting-Hazelzet - 17[1]
2. Gert de Waard - 4
3. Jacobus de Pater - 5
4. Piet van Dis - 8
5. Gerard Elkhuizen - 10
6. Maarten Nobel - 11[1]
7. Gerrit Robberegt - 8
8. Willo Donkers - 5
9. John Boxman - 8
10. Marjo de Waard-van Kalsbeek - 39

### Amsterdam
1. Corrie Vollenhoven-op 't Land - 21[1]
2. Bart Kuiper - 2
3. Roelie Reiling - 11
4. Jan van Kooten - 2
5. Wim de Smalen - 9
6. Gert Lubberts - 4
7. Cees Lindeman - 4
8. Peter Wattel - 5
9. Cees Los - 2
10. Tine Gerbscheid-Kool - 23

### Den Helder, Haarlem
1. Aalt Riezebos - 13
2. Abe Brandsma - 16
3. Koos Koelewijn - 8
4. Aat de Kwaasteniet - 17
5. Cees Wakker - 31

### Middelburg
1. Teun Robbemont - 2[1]
2. Truus Kremer-Stegeman - 17
3. Rien Janse - 2
4. John Donkers - 0
5. Hans Chevallier - 15
6. Maarten Nobel - 1[1]
7. Cees Bakker - 2
8. Henk Pols - 0
9. Mien Janse-de Jonge - 2
10. J. Robbemont-Hemelaar - 4

### Utrecht
1. Kees van Dam - 3[1]
2. Wijnand van Diggelen - 20
3. Lourens Kruizinga - 4[1]
4. Robert Lans - 9
5. Jan Renes - 1[2]
6. Bep Schotting-Hazelzet - 40[1]
7. Sierd Smit - 25[1]

### Leeuwarden
1. Jaap Molenaar - 40
2. Jacob van der Pol - 15
3. Henk Kats - 15
4. Henk Muijs - 7
5. Jacques Oosterlee - 17
6. Wopke van der Ploeg - 11
7. Tjitse Talsma - 168
8. Marjan Ybema-Hummelman - 22
9. Andries Kalsbeek - 17

### Zwolle
1. Willemien Kamphuis - 17
2. Henk Guichelaar - 24
3. Arie van Pinxteren - 10
4. Herman de Jonge - 3
5. Jan Kollen - 8
6. Jan Timmerman - 16
7. Alida Ritzema-van Dijk - 3
8. Ben Mertens - 15
9. René Offringa - 29

### Groningen
1. Doeke Doorn - 7
2. Joan Ploeger - 48
3. Henk Schouten - 24
4. Alida Ritzema-van Dijk - 28
5. Kees van Dam - 5[1]
6. Anne Pastoor - 16
7. Martie ten Kate-Berghuis - 16
8. Sake Stoppels - 27
9. Wim Berghoef - 14
10. Atze Veldstra - 37

### Assen
1. Anne Visser - 29
2. Engelke Degenhart - 3
3. Harm Schippers - 8
4. Jacob Engels - 7
5. Jan Renes - 0[2]
6. Ad Verschoor - 11
7. Hilbert Zilverberg - 4
8. Pauline van de Werken-Aalbersberg - 12
9. Klaas Molenkamp - 17
10. Wopkje Post-Postma - 64

### Maastricht
1. Wiel Bakkes - 96

PvdA · CDA · VVD · D'66 · SGP · PPR · CPN · GPV · PSP · Rechtse Volkspartij · DS'70 · RKPN · Partij van Rijksgenoten · Kleine Partij · God Met Ons · Nederlandse Evolutie Partij · Leefbaar Nederland · SP · De Vrede Partij · RPF · Realisten '81 · IKB · NVU · Centrumpartij · Partij tot Likwidatie van Nederland · Wereld Welzijns Bewustwording · EVP · SOS
1981 · 1982 · 1986 · 1989